# ナミビア議会
ナミビア議会（ナミビアぎかい、英語: Parliament of Namibia）は、ナミビアの立法府である。

## 概要
上院に相当する国民評議会と下院に相当する国民議会の両院で構成する。